# Не е куче като куче
Не е куче като куче е българска телевизионна новела по едноименния разказ на Чудомир от 1972 година по сценарий и режисура на Васил Кисимов. Режисьор е Веселин Младенов. Оператор е Христо Илиев .

## Актьорски състав
| В главните роли   | Изпълнител         |
| ----------------- | ------------------ |
| търговецът        | Кирил Господинов   |
| Пантата           | Хиндо Касимов      |
| жената на Пантата | Янка Влахова       |
|                   | Иван Хаджирачев    |
|                   | Димитър Малчев     |
|                   | Александър Благоев |
|                   | Петър Стойчев      |